# 米拉瓦列斯火山

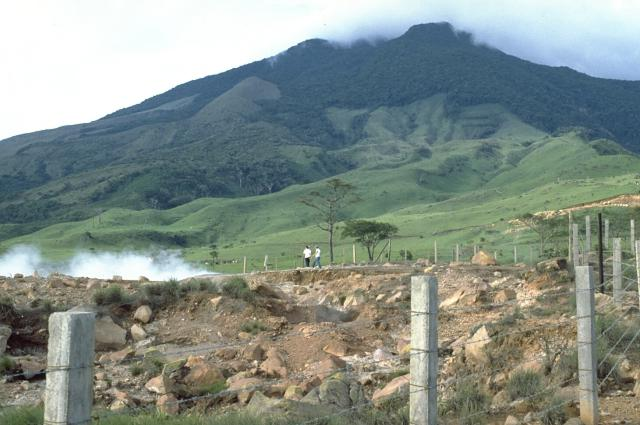

米拉瓦列斯火山是哥斯達黎加的火山，位於該國西北部，海拔高度2,028米，安山岩山體在150萬年前形成，最近一次火山噴發在1946年發生。